# 里爾35
里爾35（英語：Learjet 35）及里爾36（英語：Learjet 36）噴射機，為里爾噴射機和庞巴迪宇航所生产的小型商務噴射機，在1983年，美國空軍訂購80架里爾35式噴射機A型，作為空軍的作業支援專機，軍方編號為C-21。

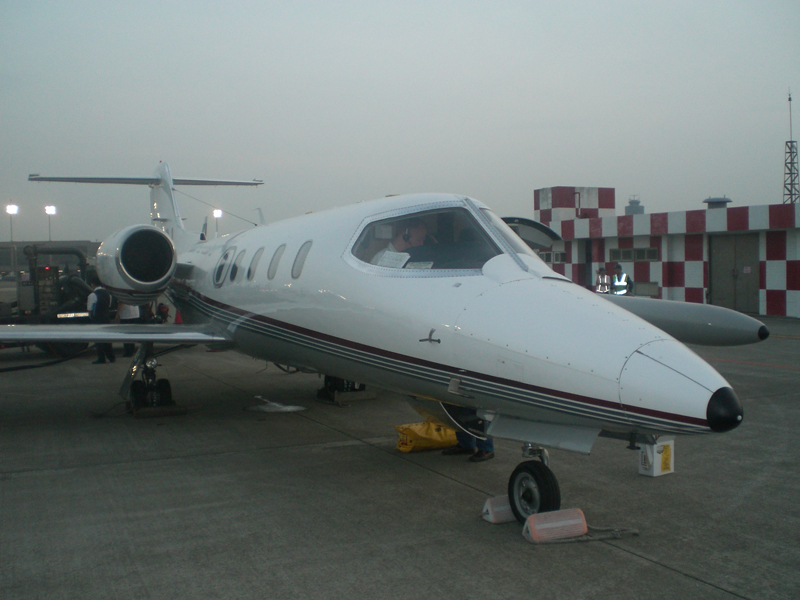
里爾36型商務噴射機(拍攝地點：澳門機場商務機服務中心)

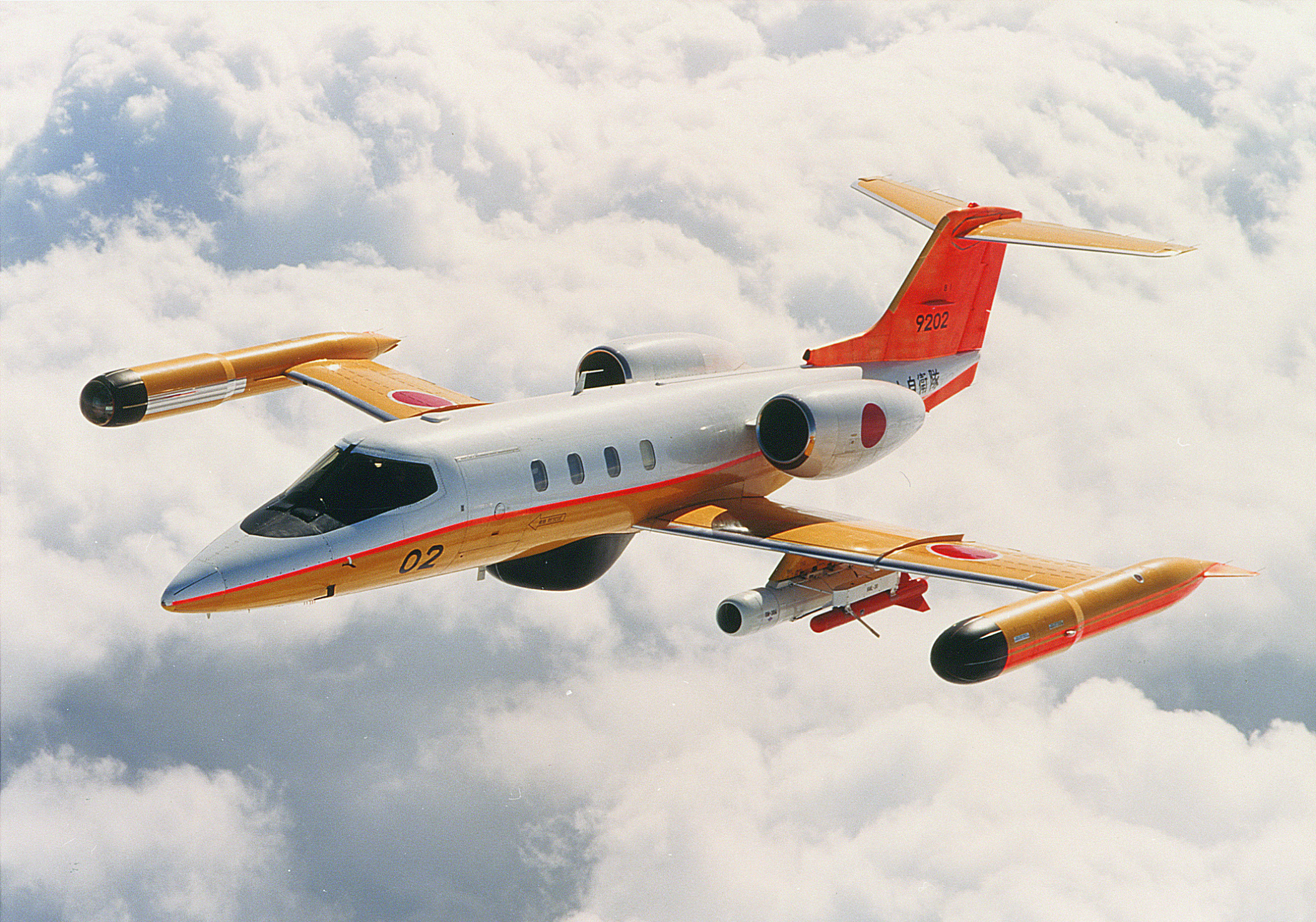
海上自衛隊U-36A

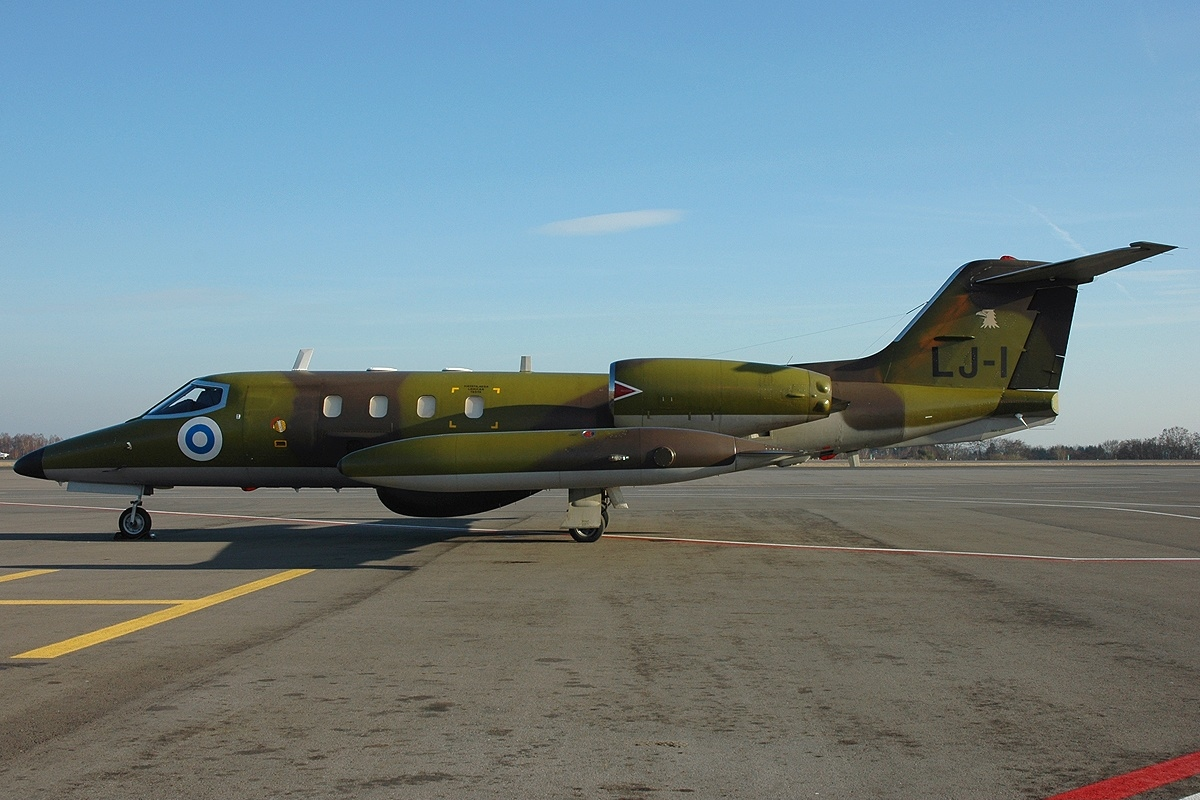
芬兰空军

里爾35/36型噴射機裝置兩具格萊特TFE731-2(Garrett TFE731-2)噴射渦輪扇發動機，里爾35型及里爾36型幾乎完全相同，里爾35型可搭載7名乘客，外加一名在駕駛艙後面的觀察席次，可達8名乘客。里爾36型為了增加航程，減少了2個乘客座位，以裝置最大的機身油箱(Fuselage Tank)。

TFE731-2是中旁通比的噴射發動機，每具可產3500磅的推力。里爾35/36型噴射機的飛行控制面，是由傳統的鋼纜所控制，而襟翼及起落架則為液壓所收放。鼻輪轉向則為電動的伺服制動器。

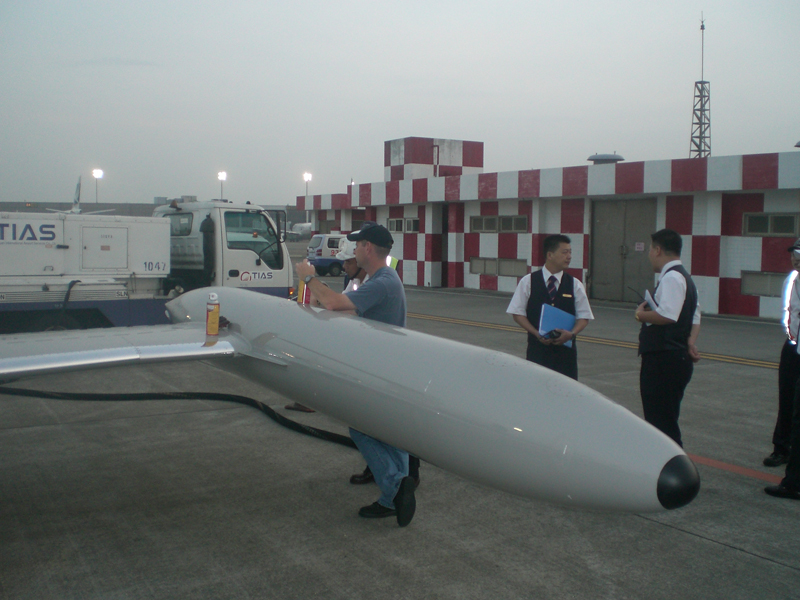
里爾36型的機翼油箱

里爾35及里爾36的配備包括自動駕駛、航空氣象雷達，可加裝電子飛行儀表系統 (EFIS)。

## 歷史
原有里爾25為裝置奇異電氣 CJ 610噴射發動機，里爾35是由里爾25改裝格萊特TFE731-2(Garrett TFE731-2)噴射扇葉發動機，原有里爾35噴射機的機型編號為Learjet 25BGF(GF為格萊特噴射扇葉發動機之意)，原型機由1971年5月份試飛。除了裝置噴射扇葉發動機所提升的效率及噪音的減少。里爾噴射機公司持續改進其它系統，最後則更改機種為里爾35。
里爾35及里爾36的生產，到1994年結束。

## 性能
参考资料：GlobalSecurity
基本信息
- 机组：2 (正副駕駛)
- 容量：8 名乘客與 3,153 lb (1,433 kg) 貨物
- 售價: $3.1 百萬 (fiscal 1996 constant dollars)

性能